# The Canadian

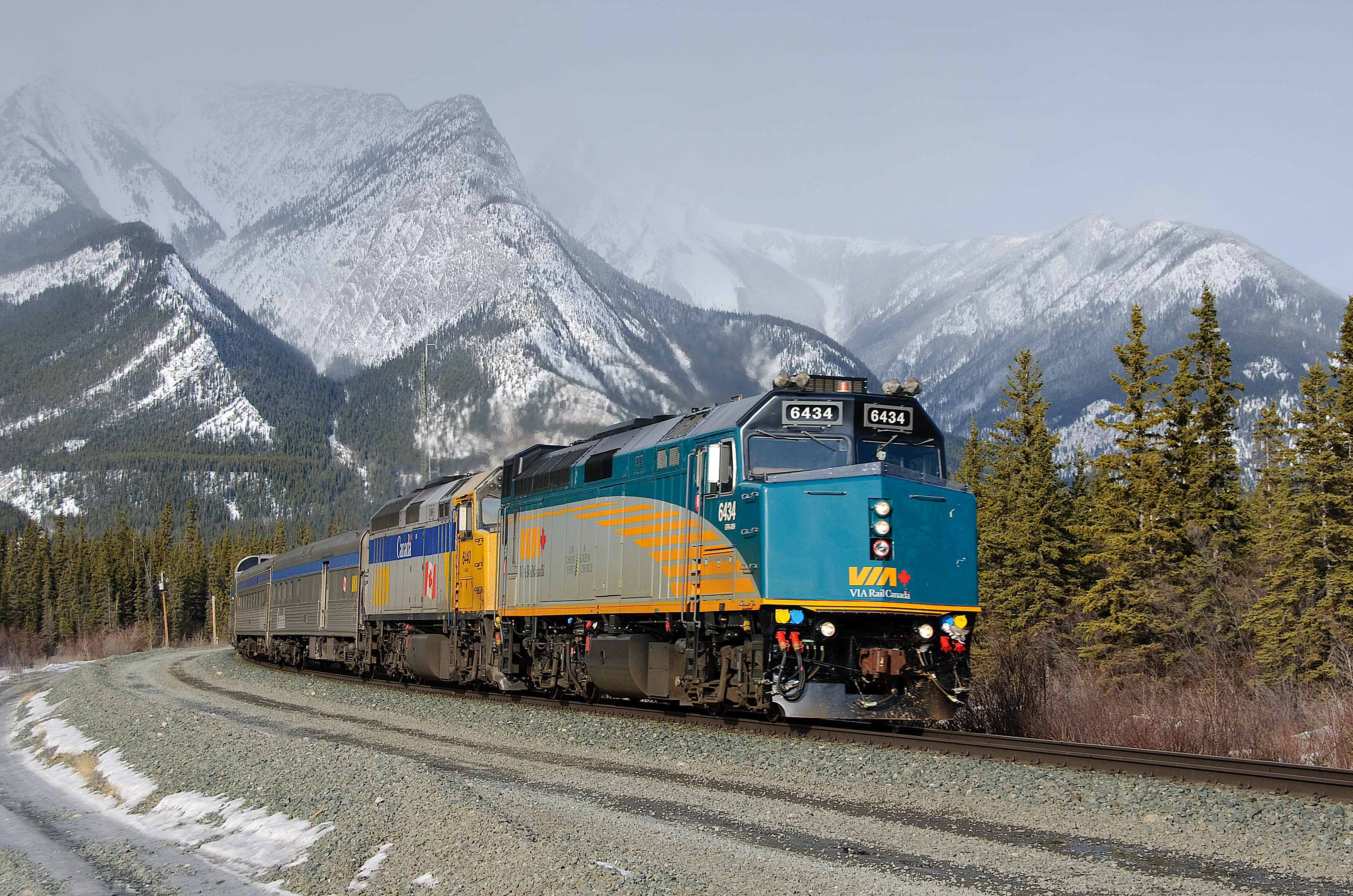
Ein The Canadian Zug

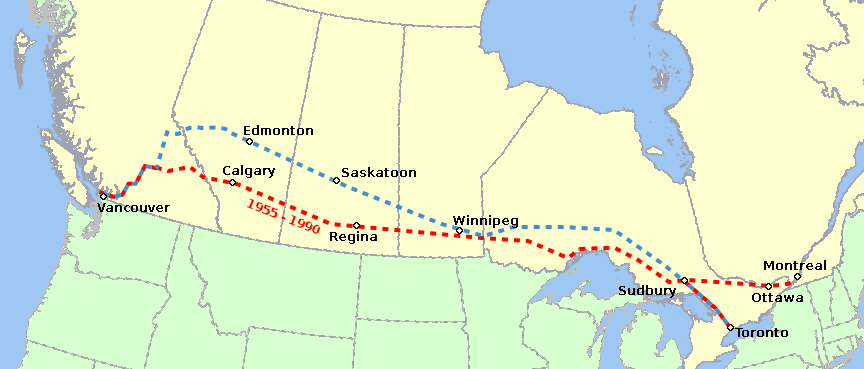
Routenskizze des Canadian (Rot: alte Strecke, Blau: neue Strecke)

The Canadian (englisch; französisch: Le Canadien) ist ein transkontinentaler Reisezug in Kanada, der zwischen Toronto und Vancouver verkehrt. Er wurde 1955 von der Canadian Pacific Railway (CPR) eingeführt. Seit 1978 erfolgt der Betrieb durch die Gesellschaft VIA Rail. Die Länge der Strecke beträgt 4.466 km, für die der Zug fahrplanmäßig aktuell 97 Stunden benötigt.

## Canadian Pacific
Nach dem Ende des Zweiten Weltkriegs bestanden die Reisezüge der CPR aus einer Mischung von schweren Vorkriegswagen und neuen Wagen in Leichtbauweise, sogar beim Vorzeigezug The Dominion. Nachdem mehrere US-amerikanische Bahngesellschaften damit begonnen hatten, stromlinienförmige Wagen aus rostfreiem Stahl einzusetzen, beschloss die CPR die Modernisierung ihres Wagenparks. 1953 bestellte sie bei der Budd Company in Philadelphia (heute ein Teil von Bombardier) 155 Wagen des neuen, modernen Typs, wovon 18 als Panoramawagen mit besonders großen Fenstern und gläsernem Kuppeldach sowie 71 als Schlafwagen ausgeführt wurden. Kurz darauf erfolgte eine Nachbestellung von 20 Wagen. Sämtliche Wagen waren aufwändig eingerichtet und von namhaften kanadischen Künstlern mit Wandbildern dekoriert. Gezogen wurden die Züge durch neu angeschaffte Diesellokomotiven von General Motors. Bis 1959 kamen vereinzelt auch Dampflokomotiven zum Einsatz.

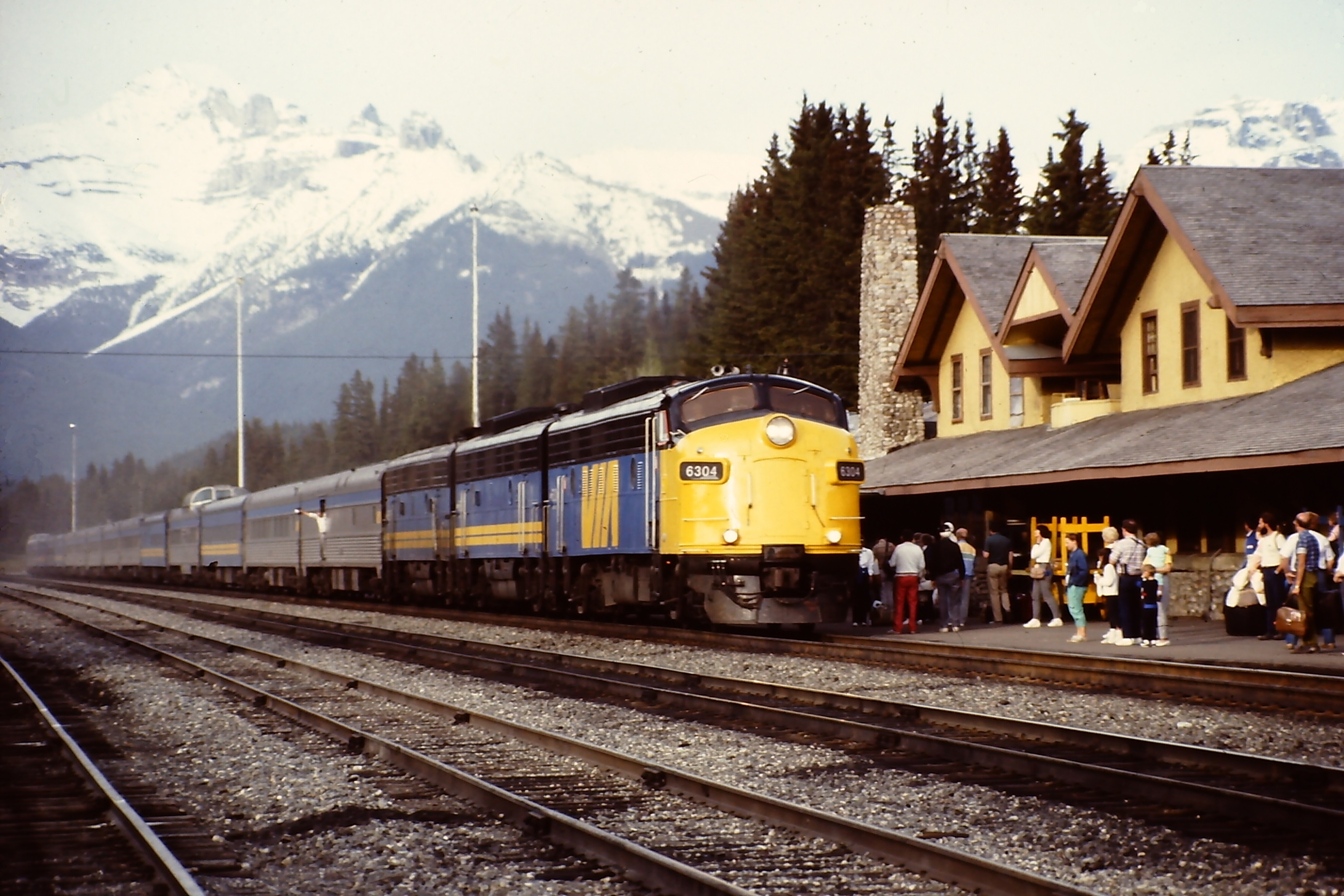
The Canadian in Banff (1986)

Die CPR taufte ihr neues „Flaggschiff“ The Canadian („Der Kanadier“). Der Betrieb wurde am 24. April 1955 aufgenommen. Die Canadian National Railway (CN) führte zwar am selben Tag den Super Continental ein, doch bis 1964 besaß nur die CPR die begehrten Panoramawagen mit Kuppeldach. Der Zug wurde, von Vancouver kommend, in Sudbury in Ontario jeweils in zwei Hälften geteilt. Während die eine Hälfte nach Toronto fuhr, verkehrte die andere Hälfte über Ottawa nach Montréal. In der Gegenrichtung wurden die Teilzüge in Sudbury zu einem einzigen Zug vereinigt. Die Züge benötigten für die Fahrt durch ganz Kanada nur noch 71 Stunden statt wie bisher 87 Stunden beim Dominion.
Trotz anfänglichen Erfolges begannen die Passagierzahlen zu Beginn der 1960er Jahre zu sinken. Wegen der zunehmenden Konkurrenz durch Flugzeuge und Automobile (besonders nach der Eröffnung des Trans-Canada-Highways), stellte die CPR den Dominion 1966 ein und bat 1970 die Regierung, den Canadian ebenfalls einstellen zu dürfen. Obwohl die Bitte abgewiesen wurde, unternahm die CPR während der 1970er Jahre Anstrengungen, sich gänzlich aus dem Passagierverkehr zurückzuziehen. Das Fahrplanangebot wurde verringert, und die Regierung subventionierte 80 Prozent des Fehlbetrages.

## VIA Rail
Am 29. Oktober 1978 übernahm die neue staatliche Gesellschaft VIA Rail formell den gesamten Passagierverkehr der CPR, trat jedoch erst im darauf folgenden Sommer unter diesem Namen auf. Der Canadian wurde zum wichtigsten transkontinentalen Zug der neuen Gesellschaft. Er wurde durch den ehemaligen Super Continental der CN ergänzt, der auf einer weiter nördlich verlaufenden Strecke fuhr. Der Canadian verkehrte täglich von Toronto bzw. Montréal nach Vancouver und umgekehrt, wobei in Sudbury nach wie vor eine Zugtrennung stattfand.
Nachdem die kanadische Regierung die Subventionen an VIA Rail drastisch gekürzt hatte, fuhr der Super Continental am 15. Januar 1990 zum letzten Mal. Am selben Tag wurde die Route des Canadian von der CPR-Strecke über Regina und Calgary abgezogen und auf die CN-Strecke über Saskatoon und Edmonton verlegt. Diese gilt jedoch als touristisch weit weniger interessant, insbesondere in den Rocky Mountains und nördlich des Oberen Sees. Zudem wurde der Ast nach Montreal aufgegeben und die Anzahl der Züge wurde auf drei pro Woche (im Sommerhalbjahr) bzw. zwei (im Winter) verringert.
2015 wurde eine neue Klasse Prestige Sleeper oberhalb der Sleeper Plus-Klasse eingeführt.
Obwohl der Canadian fahrplanmäßig verkehrt, sind erhebliche Verspätungen nicht ungewöhnlich. Der Grund hierfür liegt darin, dass die Eisenbahngesellschaften, in deren Besitz sich die Strecken befinden, regelmäßig Güterzügen den Vorrang gewähren.

## Sonstiges
Der Canadian auf der Fahrt durch den Jasper-Nationalpark ist auf der kanadischen Zehn-Dollar-Banknote (Serie 2011 auf Polymer, ausgegeben 2012 oder 2013) abgebildet.